# Yosef ben Shlomo Taitatsk
Yosef ben Shlomo Taitazak (en hebreo: יוסף בן שלמה טאיטאצק, conocido por el acrónimo MahaRITaTS; España, 1465 - Salónica, 1546) fue un destacado rabino, autoridad talmudíca y cabalista sefardí. Tras la expulsión de los judíos de España en 1492 debido al Edicto de Granada, se estableció en Salónica, junto con su hermano Yehuda ben Shlomo Taitazak y su padre, y allí desarrolló gran parte de su vida y legado.
Considerado uno de los cabalistas más influyentes y enigmáticos del XVI, Yosef ben Shlomo Taitazak se convirtió en una figura central del pensamiento rabínico en Jerusalén y Damasco. Como líder de la comunidad judía de Salónica y autoridad en halajá (ley judía), fundó y dirigió una importante yeshivá en Salónica. Durante más de 40 años, su yeshivá fue una de las academias rabínicas más destacadas del Imperio Otomano, atrayendo a estudiantes y eruditos de todo el mundo judío.

## Obras y pensamiento
Las obras de Yosef ben Shlomo Taitazak abarcan tanto decretos legislativos como profundos comentarios cabalísticos sobre textos bíblicos, en especial el Libro del Eclesiastés y el Libro de Daniel. Su enfoque cabalístico se distinguió por su profundidad y carácter místico, lo que atrajo a numerosos seguidores e influyó en las escuelas de pensamiento cabalístico de la época. En particular, Taitazak se convirtió en una figura ideológica clave en el movimiento cabalístico de Safed, uno de los centros cabalísticos más importantes del XVI, que tuvo un impacto duradero en el desarrollo de la Cábala y el pensamiento místico judío.
En su interpretación cabalística, Taitazak exploró temas como la relación entre el ser humano y lo divino, el propósito de la creación, y el papel de la espiritualidad en la vida cotidiana. Su perspectiva influenció profundamente el desarrollo de la escuela cabalística de Safed, que, bajo su liderazgo ideológico, ayudó a forjar una nueva espiritualidad judía durante el período del Renacimiento.
Entre sus discípulos más destacados se encuentran importantes figuras rabínicas y místicas, como Moshé Alshich, renombrado comentarista bíblico, Shlomo Halevi Alkabetz, autor del himno litúrgico Lejá Dodi, y Isaac Adarbi, autor de influyentes textos halájicos. Gracias a su vida ascética y devota, Taitazak consolidó su reputación de sabiduría y piedad, ejerciendo una notable influencia sobre sus contemporáneos y discípulos. A lo largo de sus últimos años, se trasladó a Constantinopla, donde continuó su labor religiosa hasta su fallecimiento en 1546.
La figura de Taitazak sigue siendo relevante en la historia judía moderna, ya que uno de sus descendientes directos es Theodor Herzl, quien es considerado el padre del sionismo moderno, un movimiento que redefinió el papel del pueblo judío en el XX al abogar por la creación de un Estado judío en Israel.